# Anita Gräfin Zichy-Thyssen
Anita Gräfin Zichy-Thyssen (* 13. Mai 1909 in Bonn; † 20. August 1990 in München) war eine deutsche Unternehmerstochter aus der Unternehmerfamilie Thyssen und Großaktionärin der Thyssen AG.

## Leben
Anita Thyssen war die einzige Tochter des deutschen Großindustriellen Fritz Thyssen (1873–1951) und dessen Ehefrau Amélie. Fritz Thyssen, der zunächst die NSDAP unterstützt hatte, geriet zunehmend in Konflikt mit den NS-Machthabern.
1936 heiratete sie Gabor Ödon Graf Zichy zu Zich und Vásonykeö (1910–1972). Während des Krieges und nach der Beschlagnahme des Thyssen'schen Vermögens lebte sie auf Schloss Puchhof bei Straubing in Niederbayern und siedelte später mit ihrem Mann nach Argentinien über. 1946 erfolgte die Scheidung. Fritz Thyssen starb 1951 während eines Besuches. Sein Erbe fiel je zur Hälfte an Anita Zichy-Thyssen und ihre Mutter Amélie Thyssen.
Gemeinsam mit ihrer Mutter hat Zichy-Thyssen nach dem Zweiten Weltkrieg den organisatorischen Wiederaufbau der Thyssen-Gruppe begleitet. Am 7. Juli 1959 errichteten die beiden Erbinnen die Fritz Thyssen Stiftung zur Förderung der Wissenschaften mit einem Kapital von nominell 100 Mio. DM Aktien des seit 1953 als August Thyssen-Hütte AG firmierenden Konzerns. Es ist die erste große private wissenschaftliche Einzelstiftung, die nach dem Zweiten Weltkrieg in der Bundesrepublik Deutschland gegründet wurde. In den 1960er Jahren trennte Anita Zichy sich vom niederbayrischen Familienschloss Puchhof (Gemeinde Aholfing) und lebte in einem Haus am Tegernsee und im Münchener Herzogpark.
1965 starb ihre Mutter Amélie Thyssen, Anita Gräfin Zichy-Thyssen überließ 1986 die ererbte kleine, aber wertvolle Kunstsammlung ihres Vaters dem Bayerischen Nationalmuseum in München. 1988 kam es wegen der Besetzung der Posten bei der Thyssen-Stiftung und deren Einfluss auf das Stiftungskapital zum heftigen Streit mit dem Stiftungs-Kuratorium.
Aus der Ehe mit Graf Zichy gingen die beiden Söhne:
- Federico (1937–2014) Zichy-Thyssen
- Claudio (* 1942) Zichy-Thyssen hervor.[4][5]

1995 kündigten Claudio und Federico Zichy-Thyssen ihren Rückzug aus dem Unternehmen Thyssen AG an und verkauften ihren Anteil (15,38 %) an die Commerzbank AG. Seit dem Ausscheiden der beiden aus dem Aufsichtsrat der Thyssen AG am 22. März 1997 gibt es keine Beteiligung mehr von Nachkommen des Unternehmensgründers am Unternehmen.
Nach Gräfin Thyssen wurde 1958 das gleichnamige Frachtschiff Anita Thyssen benannt.